# Amatorculus cristinae
Amatorculus cristinae är en spindelart som beskrevs av Ruiz, Brescovit 2006. Amatorculus cristinae ingår i släktet Amatorculus och familjen hoppspindlar. Inga underarter finns listade i Catalogue of Life.